# Изгоняющий дьявола: Приквел
«Изгоняющий дьявола: Приквел» (англ. Dominion: Prequel to the Exorcist, в переводе — Доминион: Предыстория Изгоняющего дьявола) — американский фильм ужасов о сверхъестественном 2005 года, снятый Полом Шрейдером по сценарию Уильяма Уишера-младшего и Калеба Карра. Фильм служит альтернативным приквелом к «Изгоняющему дьяволу» (1973) и является пятой частью серии «Изгоняющий дьявола». В фильме снимались Стеллан Скарсгард, Клара Беллар, Гэбриел Манн и Билли Кроуфорд.
Официальный приквел к первому фильму до того, как его переоборудовали, чтобы превратить в «Изгоняющему дьявола: Начало», поскольку руководители Morgan Creek Productions опасались, что уже законченный фильм будет неудачным, он был выпущен ограниченным тиражом в США 20 мая 2005 года компанией Warner Bros.
Картины после «Изгоняющего дьявола: Начало» стали финансовым и критическим разочарованием. Пятый фильм не был хорошо принят критиками, хотя и получил лучшие отзывы, чем «Изгоняющий дьявола: Начало».

## Сюжет
В 1944 году нацистский лейтенант СС по имени Кессель заставляет приходского священника небольшой деревни в оккупированной Голландии отца Ланкестера Меррина участвовать в произвольных казнях в отместку за убийство немецкого солдата в обмен на пощаду деревни.
В 1947 году Меррин, чья вера была подорвана этим инцидентом, работает археологом в Дерати, отдаленном районе в регионе Туркана в Британской Кении, раскапывая византийскую церковь, построенную примерно в V веке — задолго до того, как христианство достигло этого региона Африки. Он встречается с отцом Фрэнсисом и майором Гранвиллем, британским военным, наблюдающим за раскопками. Пробираясь в Дерати с Чумой, переводчиком и проводником Меррина, Меррин знакомит Фрэнсиса с Рэйчел, врачом, и Эмекви, восторженным новообращенным, который предоставляет жилье двум мужчинам. Осматривая место раскопок, Меррин и Фрэнсис замечают, что церковь в идеальном состоянии, как будто ее намеренно закопали сразу после завершения строительства.
На площадке Меррин встречает молодого изгоя-инвалида по имени Чече. Несмотря на то, что Чума отговорил его, Меррин приносит мальчика Рэйчел для лечения. Как только дверь открывается, Меррин, Фрэнсис и Чума входят в церковь. Скрытый проход ведет их к склепу с демоническим идолом — древнему святилищу, где совершались человеческие жертвоприношения. Меррин делает вывод, что церковь была построена специально, чтобы запечатать этот подземный храм. На обратном пути они сталкиваются с местными старейшинами, которые требуют, чтобы Меррин прекратил копать.
Фрэнсис связывается с Гранвиллем, чтобы отправить отряд для охраны раскопок от потенциальных грабителей, несмотря на возражения Меррина. На следующий день двое британских солдат, пытавшихся выкрасть драгоценные камни из церкви, были найдены мертвыми (один без головы, другой распят на алтаре головой вниз). Несмотря на христианскую символику, использованную в убийствах, и свидетельство местного воина Джомо о том, что двое мужчин были поражены странным безумием, Гранвиль, обвиняя Туркана, в нехарактерном для него приступе ярости отправляется в город, требуя выдачи предполагаемых виновных, стреляя хладнокровно молодая женщина, когда местные жители протестуют. Преисполненный решимости остановить распространение «христианского зла», Джомо врывается в миссионерскую школу и убивает учеников, в том числе одного из сыновей Эмекви, прежде чем его застрелят на месте британские солдаты.
У Фрэнсиса есть тревожное осознание того, что необычное выздоровление Чеча не является божественным чудом, как он сначала подумал, и думает о крещении его, чтобы спасти его душу; мальчик соглашается при условии, что это будет проходить в церкви. Тем временем потрясенный и охваченный чувством вины Гранвиль совершает самоубийство, выстрелив себе в рот. Старейшины Турканы требуют, чтобы церковь была перезахоронена, а Франциск, которого они считают ответственным за распространение «христианского зла» и прибытие британских войск, и Чече были переданы им для убийства, но им отказывают. Фрэнсис с помощью Рэйчел крестит Чечи в церкви, но демон внутри мальчика нападает на них. Понимая, что экзорцизм необходим, Франциск быстро уходит за своей копией Римского ритуала. Происходит землетрясение и закрывает вход в церковь.
На следующее утро Меррин и британцы находят Фрэнсиса привязанным к дереву обнаженным, простреленным стрелами. Умирающий Фрэнсис сообщает Меррину, что Чеч одержим, и умоляет его провести экзорцизм. Еще одно землетрясение сдвигает скалы, открывая вход в церковь ровно настолько, чтобы Меррин мог войти внутрь. В подземном храме Меррин находит Рэйчел, которая убегает в трансе, и одержимого Чечи. Надев облачение Фрэнсиса, Меррин возвращается в церковь, чтобы начать экзорцизм. Демон предлагает Меррину шанс переписать свое прошлое, в результате чего Меррин (в галлюцинации) оказывается в Голландии 1944 года: когда он отказывается сотрудничать, Кессель вместо этого убивает Меррина и всех жителей деревни за его неповиновение.
Когда Меррин приходит в себя, демон насмехается над тщетностью его попытки изменить случившееся. В небе появляется полярное сияние, когда под влиянием злого духа очарованная Рэйчел пытается покончить с собой, Эмекви жестоко избивает свою жену, а Туркана бросается в бой против британцев. Экзорцизм в конце концов удается, и демон покидает тело Чече, в результате чего он возвращается к своему прежнему состоянию.
После изгнания демона жизнь в Дерати возвращается в нормальное русло, и британский отряд уходит. Однако один из местных старейшин предупреждает, что демон будет преследовать Меррина. Меррин прощается с Рэйчел и Чеч перед отъездом в Рим, вновь обретя веру.

## В ролях
| Актёр             | Роль                  |
| ----------------- | --------------------- |
| Стеллан Скарсгард | отец Ланкестер Меррин |
| Гэбриел Манн      | отец Френсис          |
| Клара Беллар      | Рейчел Лесно          |
| Билли Кроуфорд    | Чече                  |
| Ральф Браун       | сержант Мейджор       |
| Исраель Адурамо   | Джомо                 |
| Эндрю Френч       | Чума                  |
| Энтони Камерлинг  | Кессел                |
| Джулиан Уэдхем    | майор Гранвил         |
| Эдди Осей         | Эмекви                |
| Иларио Биси-Педро | Себитуана             |

## Отзывы
Критическая реакция на фильм, была смешанной до отрицательной. Многие критики заявили, что она лишь немного лучше, чем версия Харлина, имея рейтинг 30 % на Rotten Tomatoes и 55 баллов из 100 на Metacritic, тогда как Начало (2004) имеет рейтинг 10 % на Rotten Tomatoes и 30 баллов из 100 на Metacritic.
Тем не менее, хорошие отзывы, которые получил Доминион, были гораздо более положительными, чем у версии Харлина. Роджер Эберт из Chicago Sun-Times дал ему три звезды из четырех и написал, что он «делает что-то рискованное и смелое в это время измученных фильмов ужасов: он серьезно относится ко злу». Лесли Фелперин из журнала Variety написала, что этот фильм «интеллектуальный, слегка подрывной» и «Шредер поставил 100 % фильм Пола Шредера, пропитанный духовной и моральной тревогой, которая оставила водяной знак на его карьере из Таксиста (как сценариста) к автофокусу (как режиссер)».
Оуэн Глейберман из Entertainment Weekly сказал, что «фильм Шредера на ступеньку лучше, чем фильм Харлина, но если выкипятить перья демона, это тот же чертов фильм». Скотт Тобиас из The Onion’s AV Club написал, что «Скарсгард даёт тихое завораживающее представление», и что «фильм Шредера не особенно страшен, но он более содержателен, чем „ Экзорцист“ и его сиквелы, потому что он требует одержимость бесами из головокружительного буквализма и считает зло чем-то более реальным и обыденным».
Дэвид Эдельштейн из журнала Slate сказал, что это «хороший, продуманный фильм ужасов, и очень близкий к тому, чтобы быть очень хорошим». Брент Саймон из IGN дал фильму 4 балла из 10, заявив: «Общее ощущение, которое испускает Приквел — это чувство беспричинной томности. Вы продолжаете ждать, пока кто-то или что-то появится и захватит контроль над картиной, но на самом деле этого никогда не происходит до финальной конфронтации, которая кажется, что она может быть взята из другого фильма. Не хватает не крови или запекшейся крови, а ее контекста; Доминион слишком вежлив и учтив, чтобы напугать».
Режиссёр Эрик Кристофер Майерс, который первым сделал рецензию на фильм в 2005 году, писал: «Любопытная вещь во франшизе „Изгоняющий дьявола“ заключается в том, что три фильма следуют одной и той же повествовательной цепочке, но ни одна из глав не кажется принадлежащей. Каждый из них играет слишком иначе, чем предыдущий, разрушая всякое ощущение подлинной преемственности за пределами имен или мест. Фильм Шредера — первый фильм, в котором элементы каждого из них, намеренно или нет, синтезированы, и представляет нам серия, которая обязана Фридкину не меньше, чем Бурману и Блатти. В то же время ему также удается достичь собственной идентичности, оставаясь при этом напрямую связанным с первым, вторым и третьим фильмом. Ни в одном другом фильме этой серии нет такого подлинного брака с каждым из партнеров, как в фильме Шредера».